# Третьякова Ірина
Іри́на Третяко́ва (* 2001) — українська лучниця. Чемпіонка Європи; чемпіонка України. Майстер спорту України міжнародного класу.

## З життєпису
Народилась 2001 року. Представляє місто Харків; вихованка СДЮСШОР «Комунар». 2021-го здобула бронзову медаль на чемпіонаті світу зі стрільби з лука серед юніорів, який відбувся у польському місті Вроцлав.
2023 року на Всеукраїнських змаганнях зі стрільби з лука «Кубок олімпійського чемпіона Віктора Рубана» стала переможницею.
Виграла золоту медаль на Чемпіонаті Європи зі стрільби з лука в приміщенні-2024 (Вараждин).
Станом на 2024 рік — студентка 3-го курсу стоматологічного факультету Харківського національного медичного університету.